# آفتاب‌پرست پلنگی
آفتاب‌پرست پلنگی (نام علمی: Furcifer pardalis) نام یک گونه از تیره آفتاب‌پرست است.

## نگارخانه

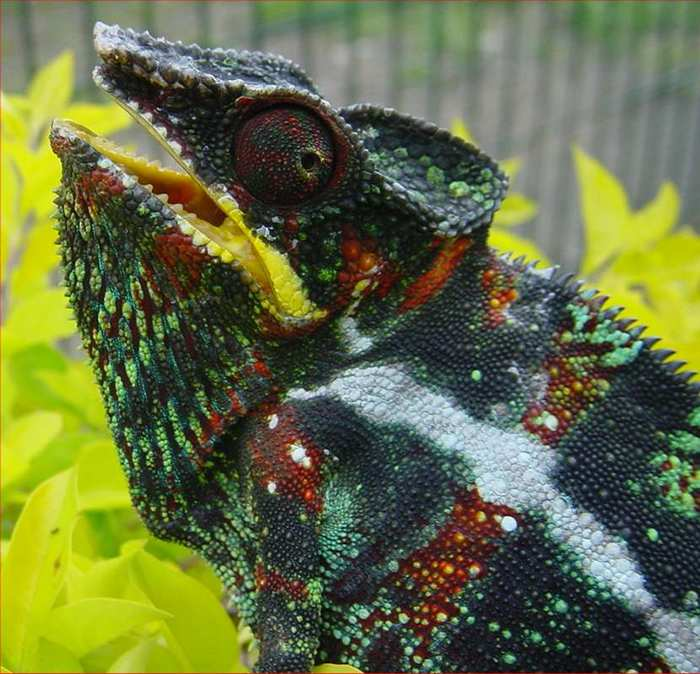
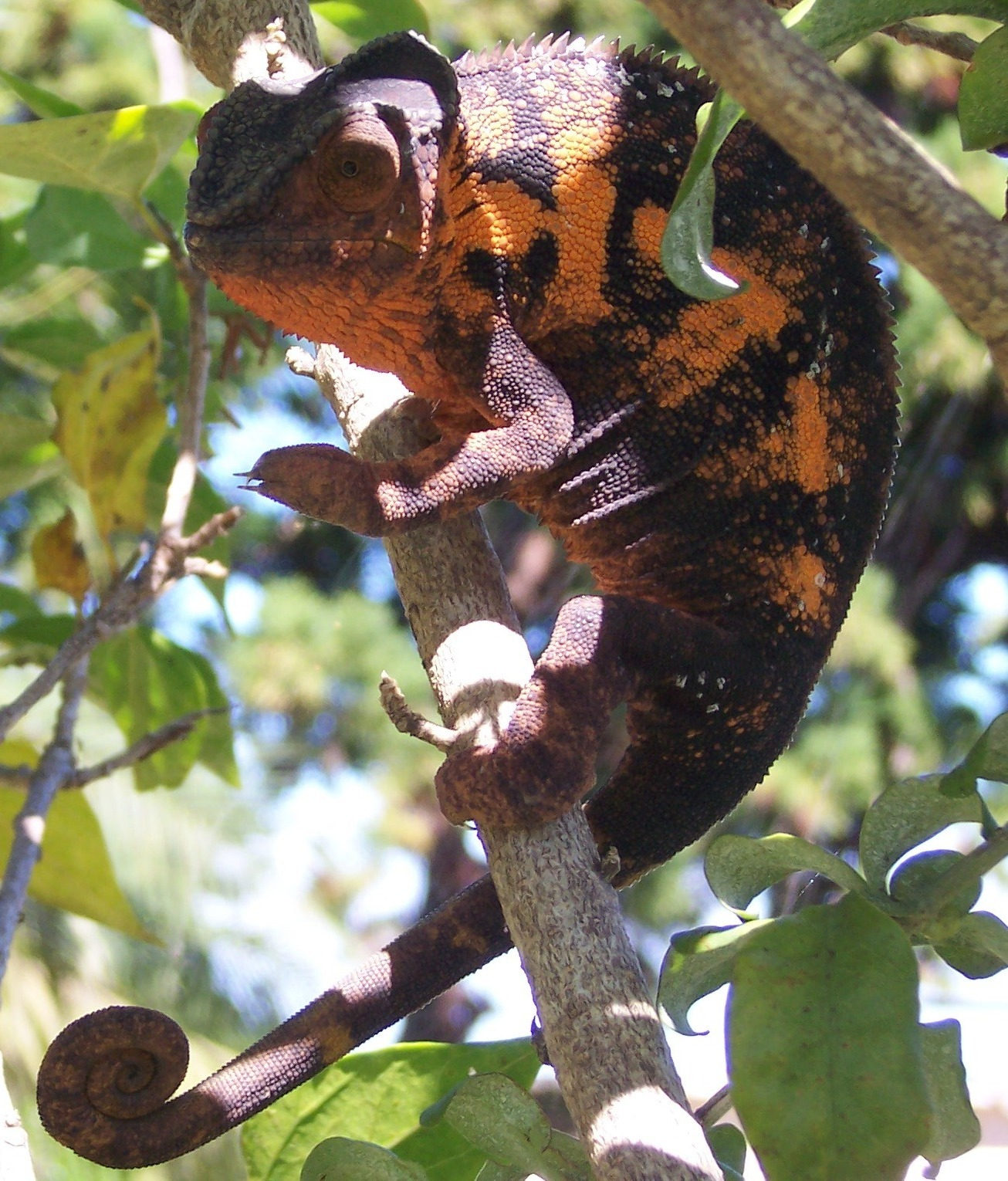
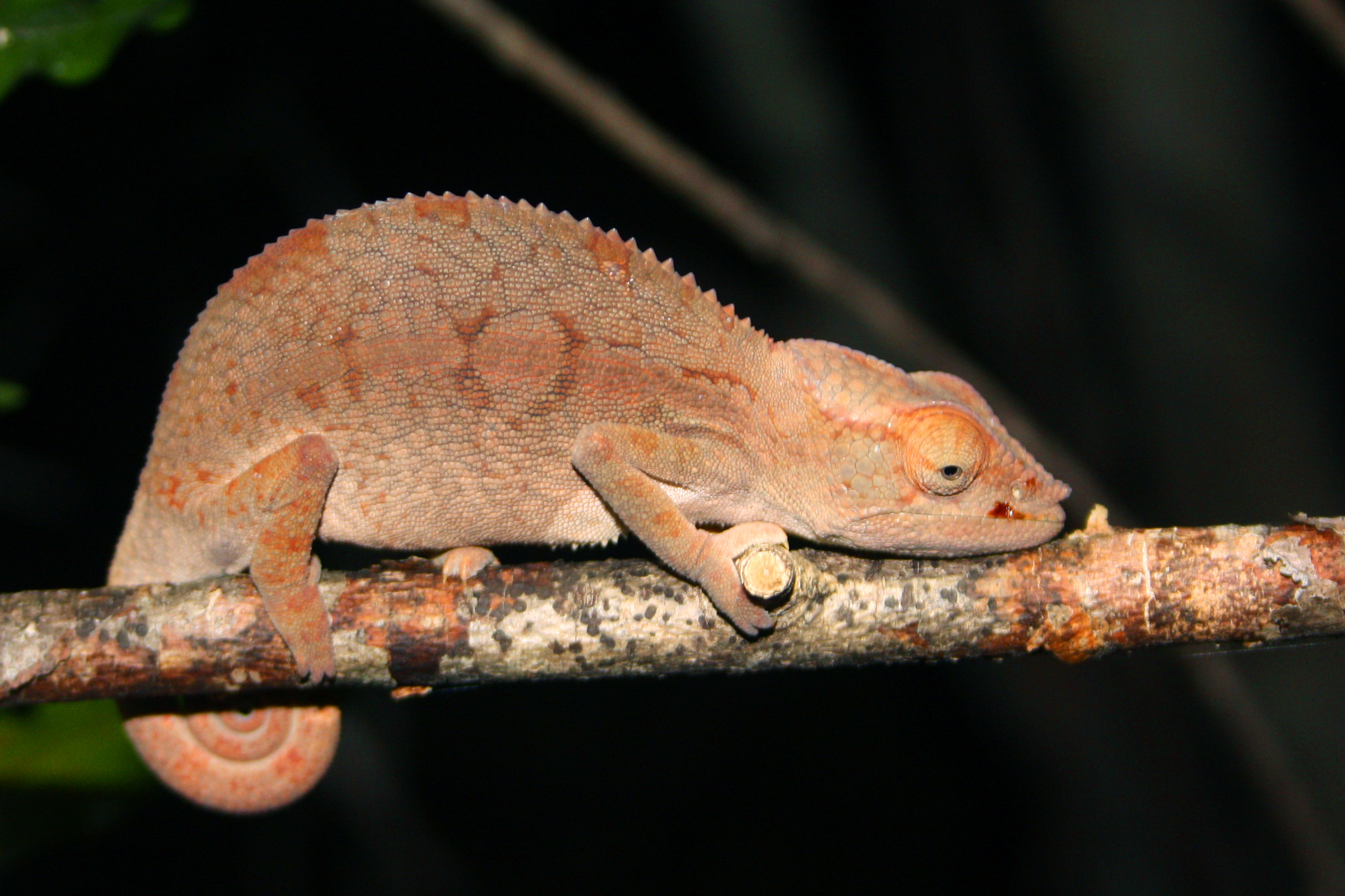
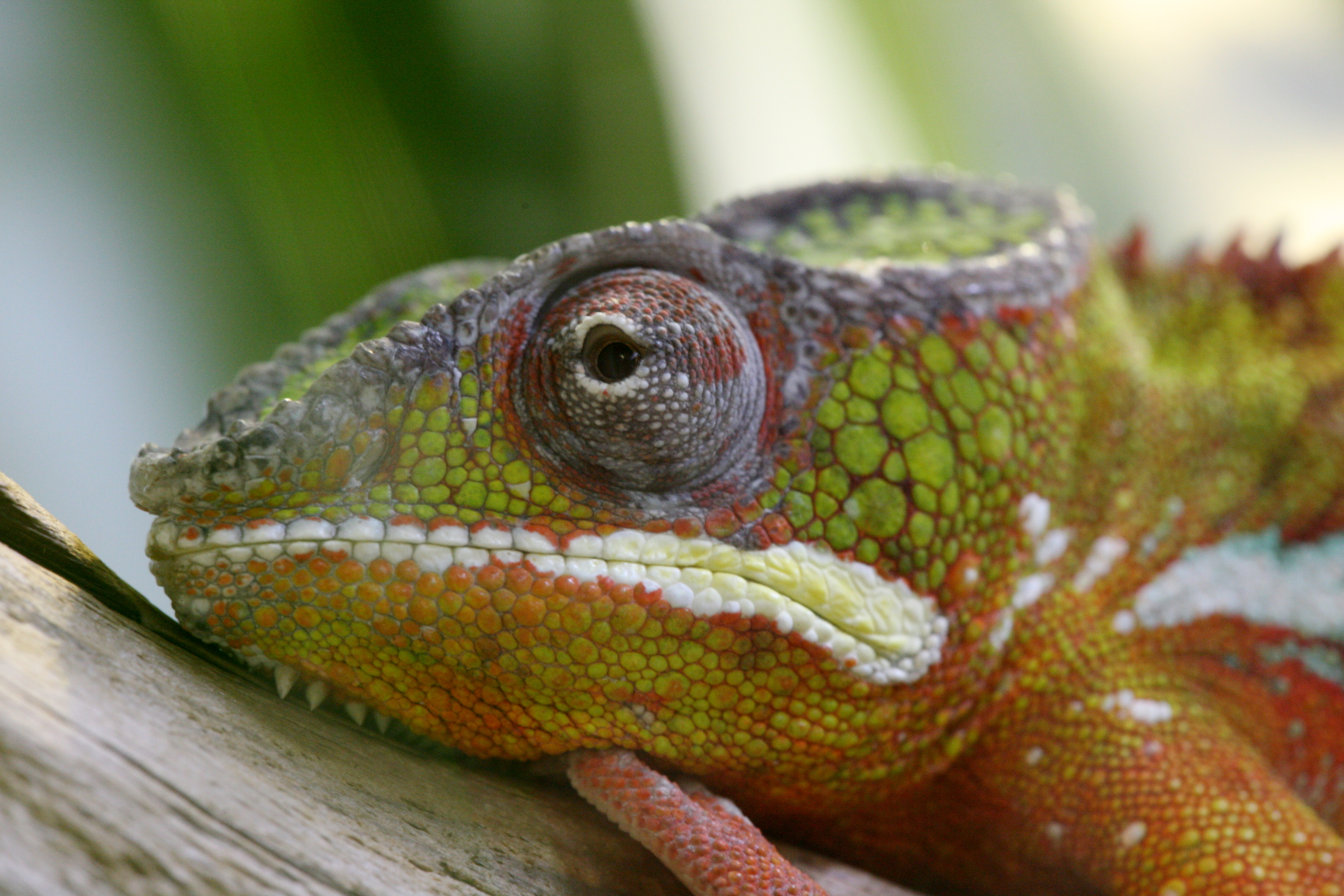